# Domitius Ulpianus
Domitius Ulpianus (Türosz, 170 körül – Róma, 228) föníciai származású római jogász, az öt római remekjogász, azaz a későbbi korok által legtöbbre becsült (római) jogtudósok egyike.

## Élete
Születési dátuma nem ismert, művei jobbára 211 és 222 között datálódnak. Aemilius Papinianus tanítványaként mellette működött mint császári tisztviselő. Septimius Severus  államtanácsának tagja. Caracalla alatt magister libellorum. Elagabalus száműzi Rómából, de Severus Alexander beiktatásával visszatér, a császár tanácsadója, és praefectus praetorióként működött. A preatorinus gárdának Elagabalus által adott jogosítványok megnyirbálásával ellenségévé tette a császári testőrséget. 228-ban praetoriánusok végeztek vele Severus Alexander szeme láttára. Jelentősek a polgárjoghoz és edictumokhoz írt kommentárjai. Papinianusénál sokkal világosabb stílusának és összefoglaló jellegű műveinek köszönhetően a iustinianusi kodifikáció az ő műveit használta fel a legnagyobb mértékben.

## Főbb művei
- Ad Sabinum libri LI
- Ad Edictum libri LXXXV
- De officio proconsulis libri X

## Idézetek
- „Ius est ars boni et aequi.” – „A jog a jó és igazságos művészete.”
- „Princeps legibus solutus est.” – „A császár fel van oldozva a törvények alól.”
- „Quod principi placuit legis habet vigorem.” – „Ami a császárnak tetszett, az törvény erejével bír.”
- „Iustitia est constans et perpetua voluntas ius suum cuique tribuendi.” – „Az igazság az állandó és örökös akarat arra, hogy mindenkinek megadják az őt megillető jogot.”